# Quora
Quora és un servei en línia de knowledge market, creat el juny de 2009, llançat com una beta privada el desembre de 2009. Es llançà el 21 de juny de 2010.
El servei de Quora permet fer preguntes i donar respostes. Els usuaris poden comentar les preguntes i respostes, i valorar les respostes mitjançant vots positius o negatius. A més, poden editar les preguntes i respostes de la resta d'usuaris, així com afegir un sumari de les respostes per reflectir el consens de la comunitat. El 2010, s'hi ha afegit un sistema de blogging anomenat Quora Post. Quora afegeix preguntes i respostes de diferents temes i permet als usuaris col·laborar-hi. Quora fou fundada conjuntament per Adam D'Angelo (antic CTO de Facebook) i Charlie Cheever. El març de 2010, Quora rebé fons de Benchmark Capital, segons els rumors, com un capital inicial de 86 milions de dòlars. El 2019 va comptabilitzar el seu ús per 300 milions d'usuaris mensuals, i un valor de mercat de 2.000 milions de dòlars.